# Providers
Providers er et dansk hip hop, R&B og pop producer-team bestående af Jeppe Federspiel og Rasmus Stabell. De er bedst kendt for at have produceret Medinas gennembrudsalbum Velkommen til Medina (2009), samt hendes andet album For Altid (2011). For Velkommen til Medina modtog Providers priserne som Årets danske sangskriver og Årets danske producer ved Danish Music Awards 2010. Desuden har de skrevet og produceret for artister som Rasmus Seebach, L.O.C., Outlandish, Ataf Khawaja, Burhan G, Szhirley, Citybois, Stine Bramsen, Ankerstjerne.
Jeppe Federspiel og Rasmus Stabell driver sammen med Thomas Børresen pladeselskabet :labelmade: der udgiver Medina, Outlandish, Svenstrup & Vendelboe, Waqas, Nonsens, Ericka Jane, Kaaliyah, og Amin Karami.
Jeppe Federspiel og Rasmus Stabell driver sammen med Thomas Børresen og Thomas Nordquist booking bureauet we:made som bl.a. booker koncerter for Medina, Outlandish, Christopher, Burhan G, Citybois, Svenstrup & Vendelboe, og Nonsens.

## Eksterne links
- Labelmade's hjemmeside Arkiveret 26. oktober 2020 hos  Wayback Machine
- Providers på Myspace

| Musikgruppe | Spire Denne artikel om en dansk musikgruppe er en spire som bør udbygges. Du er velkommen til at hjælpe Wikipedia ved at udvide den. |